# Schnackenwöhr (Mistelgau)
Schnackenwöhr ist ein Gemeindeteil der Gemeinde Mistelgau im Landkreis Bayreuth (Oberfranken, Bayern). Schnackenwöhr liegt in der Gemarkung Truppach.

## Geografie
Die Einöde liegt an der rechten Talsohle der Truppach. Ein Anliegerweg führt 0,3 km weiter südöstlich zur Staatsstraße 2186 zwischen Truppach und Altneuwirthshaus.

## Geschichte
Gegen Ende des 18. Jahrhunderts bestand Schnackenwöhr aus ein Anwesen. Die Hochgerichtsbarkeit stand dem bayreuthischen Stadtvogteiamt Bayreuth zu. Grundherr des Gutes war das Rittergut Aufseß.
Von 1797 bis 1810 unterstand der Ort dem Justiz- und Kammeramt Bayreuth. Mit dem Gemeindeedikt wurde Schnackenwöhr dem 1812 gebildeten Steuerdistrikt Truppach und der im gleichen Jahr gebildeten Ruralgemeinde Bärnreuth zugewiesen. 1818 erfolgte die Eingemeindung nach Obernsees. Vor 1867 wurde Schnackenwöhr der Gemeinde Truppach zugewiesen. Am 1. Januar 1972 wurde diese im Zuge der Gebietsreform in Bayern in die Gemeinde Mistelgau eingegliedert.
Bei einem Brand 2018 entstand großer Sachschaden.

### Einwohnerentwicklung
| Jahr      | 001819 | 001822 | 001861 | 001871 | 001885 | 001900 | 001925 | 001950 | 001961 | 001970 | 001987 |
| Einwohner | *      | 6      | 7      | 7      | 10     | 6      | 6      | 7      | 4      | 6      | 7      |
| Häuser    |        | 1      |        |        | 1      | 1      | 1      | 1      | 1      |        | 1      |
| Quelle    | [ 11 ] | [ 6 ]  | [ 12 ] | [ 13 ] | [ 14 ] | [ 15 ] | [ 16 ] | [ 17 ] | [ 18 ] | [ 19 ] | [ 1 ]  |

## Religion
Schnackenwöhr ist seit der Reformation evangelisch-lutherisch geprägt und nach St. Otto (Mengersdorf) gepfarrt.